# عبء الإثبات (قانون)

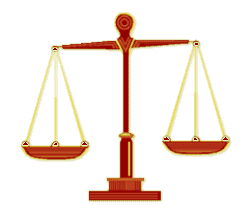
مقياس العدالة

عبء الإثبات، (بالإنجليزية: Burden of proof (law))‏، هو واجب قانوني، يشمل فكرتين مترابطتين، ولكن منفصلتين، تنطبقان على إثبات حقيقة في محاكمة، أمام المحاكم في الولايات المتحدة.
في نزاع قانوني، يفترض في البداية أن أحد الطرفين على صواب، بينما يتحمل الطرف الآخر عبء تقديم أدلة مقنعة بما يكفي، لإثبات الحقيقة اللازمة لتلبية جميع العناصر القانونية المطلوبة للنزاع. هناك أنواع مختلفة من عبء الإقناع، يشار إليها عادة بمعايير الإثبات، واعتمادًا على نوع الحالة، سيكون معيار الإثبات أعلى أو أقل. قد تختلف «أعباء الإقناع، والإنتاج» لكل طرف في مراحل مختلفة من التقاضي. إن عبء الإنتاج، هو عبء ضئيل لإنتاج ما لا يقل عن أدلة كافية لمحاول الحقيقة للنظر في ادعاء متنازع عليه. بعد أن يتحمل المتقاضون عبء الإنتاج، يتحملون عبء الإقناع: أنه تم تقديم أدلة كافية لإقناع المحاول بالحقيقة بأن جانبهم صحيح. هناك معايير مختلفة للإقناع تتراوح من رجحان الأدلة، حيث يوجد فقط ما يكفي من الأدلة لقلب الميزان، إلى الإثبات بما لا يدع مجالاً للشك، كما هو الحال في المحاكم الجنائية في الولايات المتحدة.
عبء الإثبات، يقع دائمًا على عاتق الشخص الذي يقدم دعوى في النزاع. غالبًا ما يرتبط بالمبدأ اللاتيني، الذي يقول: «ضرورة الإثبات تقع دائمًا على عاتق الشخص الذي يوجه التهم».
في الدعاوى المدنية، على سبيل المثال، يتحمل المدعي عبء إثبات أن تصرف المدعى عليه، أو تقاعسه، قد تسبب في ضرر للمدعي، ويتحمل المدعى عليه عبء إثبات الدفاع الإيجابي.

## تعريف
مصطلح عبء الإثبات هو واجب الطرف لإثبات تهمة متنازع عليها، ويشمل عبء الإنتاج (تقديم أدلة كافية على قضية ما حتى يقررها صاحب الحقيقة، وليس في حكم قطعي مثل حكم موجه)، وعبء الإقناع (معيار الإثبات مثل رجحان الأدلة).
«عبء الإقناع» أو «خطر عدم الإقناع»، هو التزام يبقى على عاتق طرف واحد طوال مدة إجراءات المحكمة. بمجرد أن يتم تفريغ العبء بالكامل بما يرضي محاول الحقيقة، سينجح الطرف الذي يتحمل العبء في مطالبته. على سبيل المثال، يفرض افتراض البراءة في قضية جنائية عبئًا قانونيًا على الادعاء لإثبات جميع عناصر الجريمة (بشكل عام، دون شك معقول)، ودحض جميع الدفاعات باستثناء الدفاعات الإيجابية.
لا ينبغي الخلط بين عبء الإقناع، وعبء الإثبات، أو عبء الإنتاج، أو واجب تقديم (أو المضي قدمًا في الأدلة)، وهو التزام قد يتحول بين الأطراف على مدار جلسة الاستماع أو المحاكمة. عبء الإثبات هو عبء تقديم أدلة كافية، لإثارة قضية بشكل صحيح في المحكمة.

## أمثلة

### القانون الجنائي
عادة ما تضع القضايا الجنائية عبء الإثبات على عاتق المدعي العام (المعبر عنه باللاتينية): «عبء الإثبات يقع على من يؤكد، وليس على من ينكر». ويُعرف هذا المبدأ بافتراض البراءة، ويتم تلخيصه بعبارة «بريء حتى تثبت إدانته»، ولكن لا يتم دعمه في جميع النظم القانونية أو الولايات القضائية. وحيثما يتم تأييد ذلك، سيتم إثبات براءة المتهم، إذا لم يتم إثبات عبء الإثبات هذا بشكل كافٍ من قبل الادعاء. قرينة البراءة تعني ثلاثة أشياء:
- فيما يتعلق بالوقائع الجوهرية للقضية، لا يتحمل المدعى عليه عبء الإثبات على الإطلاق.[9]
- يجب على الدولة، إثبات الحقائق الحاسمة للقضية إلى المستوى المناسب من اليقين.
- لا يجوز لهيئة المحلفين، استخلاص أي استنتاجات معاكسة للمدعى عليه من حقيقة أنه متهم بارتكاب جريمة، وأنه موجود أمام المحكمة يواجه التهم الموجهة إليه.

### القانون المدني
في قضايا القانون المدني، مثل النزاع على عقد أو مطالبة بشأن إصابة عرضية، يتطلب عبء الإثبات عادة من المدعي إقناع المحقق في الوقائع (سواء كان قاضيا أو هيئة محلفين) باستحقاق المدعي للحصول على التعويضات المطلوبة. هذا يعني أنه يجب على المدعي إثبات كل عنصر من عناصر المطالبة، أو سبب الدعوى، من أجل الفوز.
هذه القاعدة ليست مطلقة في الدعاوى المدنية؛ على عكس الجرائم الجنائية، قد تحدد القوانين عبء إثبات مختلفًا، أو يمكن عكس العبء في حالة فردية من باب الإنصاف. على سبيل المثال، إذا كان لدى البنك أو الوكالة الحكومية واجب قانوني للاحتفاظ بسجلات معينة، وتزعم دعوى قضائية أنه لم يتم الاحتفاظ بالسجلات المناسبة، فقد لا يُطلب من المدعي إثبات سلبية؛ بدلاً من ذلك، قد يُطلب من المدعى عليه، أن يثبت للمحكمة أن السجلات محفوظة.

## معايير أخرى لعرض القضايا أو الدفوع

### إفتراض الواقع
«إفتراض الواقع»، هو معيار الإثبات المستخدم في كندا، لتحديد ما إذا كان يمكن استخدام الدفاع الجنائي. يسأل الاختبار ما إذا كان الدفاع يمكن أن يكون ناجحًا، إذا افترض أن جميع الحقائق المزعومة صحيحة. في معظم الحالات، يقع عبء الإثبات على النيابة العامة فقط، مما يلغي الحاجة إلى دفاع من هذا النوع. ومع ذلك، عندما تنشأ استثناءات وتحول عبء الإثبات إلى المدعى عليهم، يتعين عليهم إقامة دفاع يحمل «جوًا من الواقعية».
حالتان يمكن أن تنشأ فيهما مثل هذه القضية: أولاً، عندما تم رفع دعوى ظاهرة الوجاهة ضد المدعى عليه، أو الثانية، عندما يقدم الدفاع دفاعًا إيجابيًا، مثل دفاع الجنون. هذا مشابه لمفهوم الحكم الموجز في الولايات المتحدة، وإن لم يكن متطابقًا.

### معايير الإثبات
اعتمادًا على المكان القانوني أو جلسة الاستماع داخل القضية، تُعتبر مستويات متفاوتة من مصداقية الإثبات أمرًا حيويًا في التحقيق قيد النظر. إذا تم استيفاء مستوى عتبة الموضوع من الموثوقية من خلال تقديم الدليل، فيعتبر الشيء مثبتًا قانونيًا لتلك المحاكمة أو الجلسة أو التحقيق. على سبيل المثال، في ولاية كاليفورنيا، تم تقنين العديد من الافتراضات الاستدلالية، بما في ذلك افتراض أن مالك السند القانوني، هو المالك المستفيد (لا يمكن دحضه إلا من خلال دليل واضح ومقنع).